# Manfred Berliner

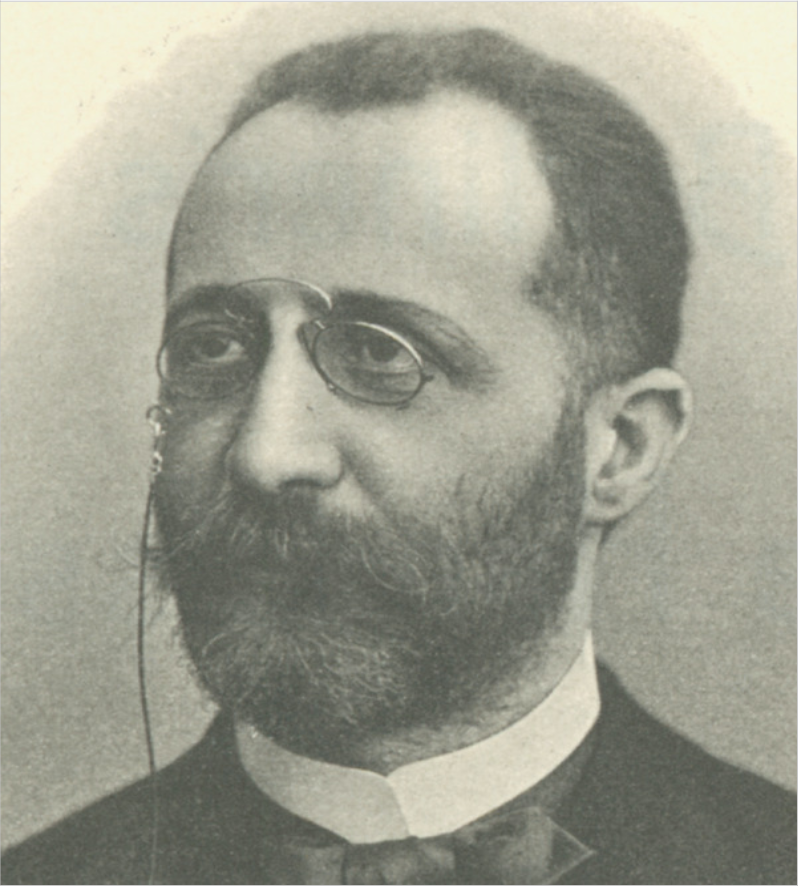
Porträt Manfred Berliners

Manfred Berliner (geboren 29. Januar 1853 in Hannover; gestorben 24. Februar 1931 ebenda) war ein deutscher Handelslehrer.

## Leben
Manfred Berliner war das fünfte Kind des Textilkaufmanns Samuel Berliner (1. Mai 1813 – 20. Januar 1872) und der Sälly Friedmann Berliner (1826 – 12. November 1903) sowie Bruder von Emil Berliner, Joseph Berliner und Jacob Berliner. Seine Tochter war Cora Berliner. Der Sohn Siegfried Berliner war ein Physiker.
Nach seiner kaufmännischen Lehre, Militärdienst und Buchhaltertätigkeit leitete er zunächst die Stellenvermittlung des Kaufmännischen Vereins. Er wurde dann Handelslehrer und gründete 1878 in Hannover, Maschstraße 8 (heute 26/28) sein Handels-Lehr-Institut, die spätere Berliner's Höhere Handelsschule, in der er Kurse in kaufmännischem Rechnen und Buchhaltung, Handels- und Wechselkunde, Korrespondenz und Stenographie erteilte. 1903 wurde sie als Berufsschule amtlich anerkannt. 
Er war auch beteiligt an der Leitung der 1893 vom hannoverschen Bankier Alexander Moritz Simon (gestorben 1905) gegründeten Israelitischen Erziehungsanstalt zu Ahlem bei Hannover.
Mit seiner Ehefrau Hanna, geborne Dessau, hatte er fünf Kinder, darunter Siegfried Berliner (1884–1961), Cora und Bernhard, der Lehranalytiker am Berliner Psychoanalytischen Institut und nach seiner Emigration praktizierender Psychoanalytiker in den USA wurde. 
Als Siegfried 1913 die Leitung der Schule übernehmen sollte, folgte dieser jedoch einer Berufung als Professor für Betriebswirtschaftslehre an die Kaiserliche Universität in Tokio. Ostern 1915 stellte die Handelsschule ihren Betrieb ein. 
Manfred Berliner starb 1931. Sein Grab befindet sich auf dem Jüdischen Friedhof An der Strangriede.

## Veröffentlichungen
- Mit Louis Rothschild und Heinrich Gebauer: L. Rothschild's Taschenbuch für Kaufleute: Ein Handbuch für Zöglinge des Handels, sowie ein Nachschlagebuch für jedes Kontor ; enth. das Ganze der Handelswissenschaft in übersichtlicher und gedrängter Darstellung; 1893
- Die Handels-Hochschule: ein Beitrag zu ihrer Würdigung; 1899
- Die Kaufmännische Buchführung im Entwurf zum neuen Handelsgesetzbuche: Kritik und Gegenvorschläge; 1896
- Schwierige Fälle und Allgemeine Lehrsätze der kaufmännischen Buchhaltung; 1902
- Rechenbuch für Handelsschulen und kaufmännische Fortbildungsschulen; 1905
- Buchhaltungs und Bilanzenlehre; 1911
- Vergütung für den Wert des Geschäfts bei dessen Uebergang in andere Hände; 1913 (Vortrag, gehalten auf dem VIII. Verbandstage des Verbandes deutscher Bücherrevisoren in Hannover am 14. September 1912)
- Zwei Monate in einer Grosshandlung: Der Wirklichkeit entnommene Geschäftsfälle als Grundlage für den Unterricht in der Buchführung und Handelskorrespondenz; 1915
- 50 Leitsätze zur Theorie der kaufmännischen Buchhaltung 1915
- Praxis der Buchhaltung; 1919
- Die Bewertung des Vermögens für die Bilanz: ein Ratgeber für praktische Kaufleute, Juristen und Steuerbeamte; 1920